# Старобазановська сільська рада
Старобаза́новська сільська рада (рос. Старобазановский сельский совет) — муніципальне утворення у складі Бірського району Башкортостану, Росія. Адміністративний центр — село Старобазаново.

## Населення
Населення — 1211 осіб (2019, 1393 у 2010, 1288 у 2002).

## Склад
До складу поселення входять такі населені пункти:
| Населений пункт            | Населення, осіб (2002) | Населення, осіб (2010) |
| -------------------------- | ---------------------- | ---------------------- |
| Акуді, село                | 419                    | 467                    |
| Кояново, село              | 132                    | 130                    |
| Середньобазаново, присілок | 81                     | 90                     |
| Старобазаново, село        | 444                    | 483                    |
| Усаково, присілок          | 212                    | 223                    |